# MEN1
مِـنین (انگلیسی: Menin) یک پروتئین است که در انسان توسط ژن «MEN1» کُدگذاری می‌شود. منین یک سرکوب‌گر تومور بالقوه است که آن را با بیماری نئوپلازی متعدد آندوکرین نوع ۱ مرتبط می‌دانند و توارثی اتوزومال غالب دارد. تغییرات در ژن «MEN1» ممکن اسیت باعث آدنوم هیپوفیز، هیپرپاراتیروئیدیسم، تومورهای نورواندوکرین لوزالمعده، گاسترینوما و کارسینوم قشر غدد فوق‌کلیه شود.
مطالعات آزمایشگاهی نشان داده‌اند که منین در هسته جای دارد، دارای دو توالی متمرکزکننده هسته‌ای کاربردی است و فعال‌سازی رونویسی را توسط پروتئین JunD مهار می‌کند. با این حال، عملکرد این پروتئین مشخص نیست. دو پیام در روش لکه شمالی شناسایی شده است اما پیام بزرگتر هنوز رمزگشایی نشده است. دو نوع از رونوشت کوتاه‌تر شناسایی شده‌اند که در آن پیرایش دگرسان روی توالی کدگذاری تأثیر می‌گذارد. پنج نوع که در آن پیرایش دگرسان در «نواحی رمزخوانی‌نشدهٔ ۵ پرایم» صورت می‌گیرد نیز شناسایی شده است.

در سال ۱۹۸۸ پژوهشگران مؤسسه کارولینسکا در استکهلم این ژن را بر روی بازوی بلند کروموزوم ۱۱ کشف و نشانه‌گذاری کردند و سرانجام توانستند آن را در سال ۱۹۹۷ همانندسازی کنند. این ژن ۱۰ اگزون دارد و یک پروتئین ۶۱۰ آمینو اسیدی را کُدگذاری می‌کند. تا سال ۲۰۱۰ بیش از ۱۳۰۰ نوع جهش مختلف برای این ژن شناسایی شد. ۴ نوع این جهش‌ها در ۴٫۵٪، ۲٫۷٪، ۲٫۶٪ و ۲٫۵٪ خانواده‌ها دیده شده است.
جهش‌های ژن «MEN1» گاهی منجر به بروز  نئوپلازی متعدد آندوکرین نوع ۱ می شود که با بروز تومور در غدۀ هیپوفیز، پاراتیروئید و لوزالمعده همراه است (در زبان انگلیسی: سه "P"). در لوزالمعده، تظاهر بیماری گاهی به شکل سندرم زولینگر-الیسون است. چون این ژن یک سرکوب‌گر تومور است، جهش های آن همچنین با بروز سرطان مرتبط است. مثلا تومور کارسینوئید ریه، انسولینما و انواع غیر ارثی آدنوم غدۀ هیپوفیز.

## برای مطالعهٔ بیشتر
- Tsukada T, Yamaguchi K, Kameya T (2002). "The MEN1 gene and associated diseases: an update". Endocrine Pathology. 12 (3): 259–73. doi:10.1385/EP:12:3:259. PMID 11740047. S2CID 30681290.
- Kong C, Ellard S, Johnston C, Farid NR (November 2001). "Multiple endocrine neoplasia type 1Burin from Mauritius: a novel MEN1 mutation". Journal of Endocrinological Investigation. 24 (10): 806–10. doi:10.1007/bf03343931. PMID 11765051. S2CID 71097157.
- Thakker RV (2002). "Multiple endocrine neoplasia". Hormone Research. 56 (Suppl 1): 67–72. doi:10.1159/000048138. PMID 11786689. S2CID 85195319.
- Stowasser M, Gunasekera TG, Gordon RD (December 2001). "Familial varieties of primary aldosteronism". Clinical and Experimental Pharmacology & Physiology. 28 (12): 1087–90. doi:10.1046/j.1440-1681.2001.03574.x. PMID 11903322. S2CID 23091842.
- Kameya T, Tsukada T, Yamaguchi K (2004). "Recent Advances in MEN 1 Gene Study for Pituitary Tumor Pathogenesis". Recent advances in MEN1 gene study for pituitary tumor pathogenesis. Frontiers of Hormone Research. Vol. 32. pp. 265–91. doi:10.1159/000079050. ISBN 3-8055-7740-0. PMID 15281352.
- Balogh K, Rácz K, Patócs A, Hunyady L (November 2006). "Menin and its interacting proteins: elucidation of menin function". Trends in Endocrinology and Metabolism. 17 (9): 357–64. doi:10.1016/j.tem.2006.09.004. PMID 16997566. S2CID 8063335.
- Lytras A, Tolis G (2006). "Growth hormone-secreting tumors: genetic aspects and data from animal models". Neuroendocrinology. 83 (3–4): 166–78. doi:10.1159/000095525. PMID 17047380. S2CID 45606794.